# Cabañas, Mexiko
Cabañas är en ort i Mexiko.   Den ligger i kommunen Acayucan och delstaten Veracruz, i den sydöstra delen av landet, 500 km öster om huvudstaden Mexico City. Cabañas ligger 184 meter över havet och antalet invånare är 300.
Terrängen runt Cabañas är huvudsakligen platt, men norrut är den kuperad. Runt Cabañas är det ganska tätbefolkat, med 72 invånare per kvadratkilometer. Närmaste större samhälle är Acayucan, 18,7 km söder om Cabañas. Omgivningarna runt Cabañas är en mosaik av jordbruksmark och naturlig växtlighet.